# Eric Schlosser

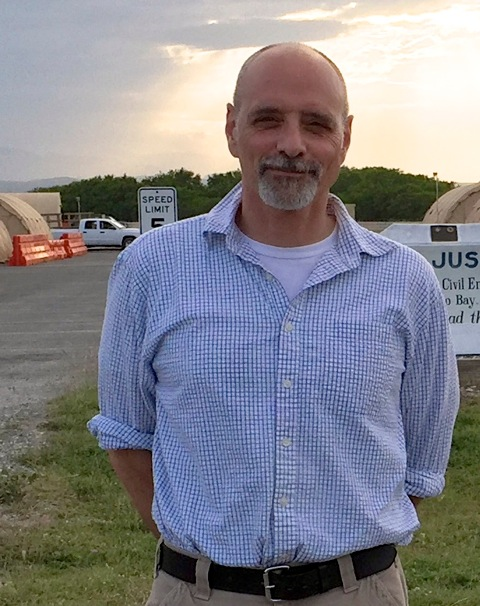
Eric Schlosser (2016)

Eric Schlosser (* 17. August 1959 in New York City, New York, USA) ist ein US-amerikanischer Journalist und Autor. Er ist seit dem 5. Oktober 1985 mit der Malerin Shauna (geborene Redford, * 15. November 1960), der Tochter des Schauspielers Robert Redford, verheiratet.

## Leben
Schlosser wuchs in New York City und Los Angeles auf. Sein Vater Herbert Samuel Schlosser (21. April 1926 – 6. August 2021) war Rechtsanwalt und von 1974 bis 1978 Präsident der National Broadcasting Company. Schlosser besuchte zunächst die Dalton School und begann danach Amerikanische Geschichte in Princeton zu studieren. In dieser Zeit schrieb er Theaterstücke für den Triangle Club und besuchte den Unterricht zum Literaturjournalismus bei John McPhee. Anschließend studierte er drei Jahre lang britische imperiale Geschichte am Oriel College der University of Oxford. Er wollte keine akademische Karriere einschlagen und so dienten seine Recherchen dem Drama Americans, das er 1985 schrieb. Es wurde 2003 aufgeführt. Zurückgekehrt in die Vereinigten Staaten, lebte er zunächst in Vermont, wo er weitere Stücke und einen Roman verfasste. 1992 ging er wieder nach New York, um für die Tribeca Productions zu arbeiten. Schlosser versuchte sich als Drehbuchautor, ehe er seinen ersten journalistischen Beitrag für The Atlantic Monthly schrieb. Nachdem er zwei Beiträge erfolgreich veröffentlicht hatte, verließ er Tribeca Productions, um Vollzeitjournalist zu werden. Seine Abhandlung über die Arbeits- und Lebensbedingungen der Wanderarbeiter in Kalifornien veranlasste einen Redakteur des Zeitschrift Rolling Stone eine ähnliche Arbeit über die Fastfood-Industrie anzufertigen. Fast Food Nation erschien 1998 in einer dreiteiligen Serie zunächst in dieser Zeitschrift, ehe es 2001 als Buch veröffentlicht wurde. Mit seinen investigativen Artikeln gewann er mehrere Preise. Er veröffentlichte weitere Artikel in The New York Times, The New Yorker, The Nation, sowie in der Vanity Fair.
Im Jahr 2006 arbeitete Schlosser an einem Buch über das amerikanische Gefängnissystem. Schlosser war als ausführender Produzent an Paul Thomas Andersons Spielfilm There Will Be Blood beteiligt. Auf der DVD des Filmes Super Size Me ist ein Interview mit Schlosser zu sehen. In Deutschland erlangte er durch sein Buch Fast Food Nation Bekanntheit. Darin beschreibt er die ungesunden, unhygienischen und diskriminierenden Praktiken in der Fast-Food-Industrie. Bei der Verfilmung des Buches im Jahr 2006 wirkte er als Codrehbuchautor und ausführender Produzent mit.

## Werke (Auswahl)
- Americans. 1985 (Drama, welches den amerikanischen Imperialismus zu Beginn des 20. Jahrhunderts thematisiert).
- Reefer Madness. 2003 (Dokumentation über den verbotenen Handel mit Marihuana, die Beschäftigung illegaler Einwanderern und die amerikanische Pornoindustrie[5]).
- mit Charles Wilson: Chew on This! 2006.
- We The People. 2007 (Drama, welches sich mit den Geschehnissen rund um die Entstehung der US-amerikanischen Verfassung befasst).
- Command & Control. 2013 (Über das US-amerikanische Atomwaffenarsenal).
- Gods of Metal. Penguin Books 2015.